# Gafanha do Carmo
Gafanha do Carmo es una freguesia portuguesa del concelho de Ílhavo, con 6,01 km² de superficie y 1.521 habitantes (2001). Su densidad de población es de 253,1 hab/km².